# Tijmen Snel
Tijmen Snel (* 11. prosince 1997 Amsterdam, Nizozemsko) je nizozemský rychlobruslař.
V roce 2017 závodil ve Světovém poháru juniorů, tehdy se také zúčastnil juniorského světového šampionátu. V dalších letech startoval pouze na nizozemských závodech. V seniorské reprezentaci debutoval v roce 2021, kdy začal nastupovat do závodů Světového poháru. Na Mistrovství Evropy 2022 vyhrál závod v týmovém sprintu.